# Raisa L'vovna Grossman
Raisa L'vovna Grossman (in russo Раиса Львовна Гроссман?; Čerkasy, 1858 – Kiev, 2 agosto 1900) è stata una rivoluzionaria russa, membro di Narodnaja Volja.

## Biografia
Raisa Grossman nacque da Lev Moiseevič (1819-1896), medico e consigliere di Stato, e da Henrietta Vasil'evna (1839-1912), laureata all'Università di Heidelberg. Ebbe nove tra fratelli e sorelle: Elizaveta (1853-1913) fu una delle prime donne russe laureate in medicina, madre di Vera Schmidt; Marina (1857-1937), fu una traduttrice dal francese, madre del rivoluzionario Vladimir Lichtenštadt (1882-1919)
Dopo i primi studi privati a Odessa, a San Pietroburgo frequentò i corsi di medicina riservati alle donne e conobbe e sposò il medico Aleksandr Pribylёv. Entrambi divennero membri di Narodnaja Volja. Nella primavera del 1882 si stabilirono in un appartamento clandestino adibito alla preparazione di esplosivi, dove furono arrestati il 17 giugno.
Imputata nel "processo dei 17", Raisa fu condannata a 15 anni di lavori forzati, ridotti poi a quattro. Dopo un periodo passato nel campo di lavoro di Kara, divorziata da Pribylëv, sposò il compagno di esilio Nikolaj Tjutčev col quale, dal 1887 al 1892, visse a Krasnojarsk, a Orenburg e a Nižnij Novgorod, dove nel settembre del 1893 entrò a far parte del partito Narodnoe Pravo, fondato dallo stesso Tjutčev insieme con Mark Natanson, Nikolaj Annenskij, Vladimir Korolenko e altri.
Alla dissoluzione del partito operata dalla polizia, nel maggio del 1894 Rajsa e il marito furono arrestati ed esiliati a Krasnojarsk. Dopo la liberazione Raisa visse con i parenti in provincia di Kiev. Morì di cancro il 2 agosto 1900 a Kiev. Il corpo venne trasportato a San Pietroburgo e sepolto nel cimitero Mitrofanieskoe.